# Браун Сити (Мичиген)
Браун Сити (енгл. Brown City) град је у америчкој савезној држави Мичиген. По попису становништва из 2010. у њему је живело 1.325 становника.

## Демографија
Према попису становништва из 2010. у граду је живело 1.325 становника, што је -9 (-0.7%) становника више него 2000. године.
| Група             | 2000.         | 2010.         |
| Белци             | 1.271 (95,3%) | 1.269 (95,8%) |
| Афроамериканци    | 1 (0,1%)      | 1 (0,1%)      |
| Азијати           | 0 (0,0%)      | 1 (0,1%)      |
| Хиспаноамериканци | 44 (3,3%)     | 30 (2,3%)     |
| Укупно            | 1.334         | 1.325         |